# Borów (Tarnobrzeg)

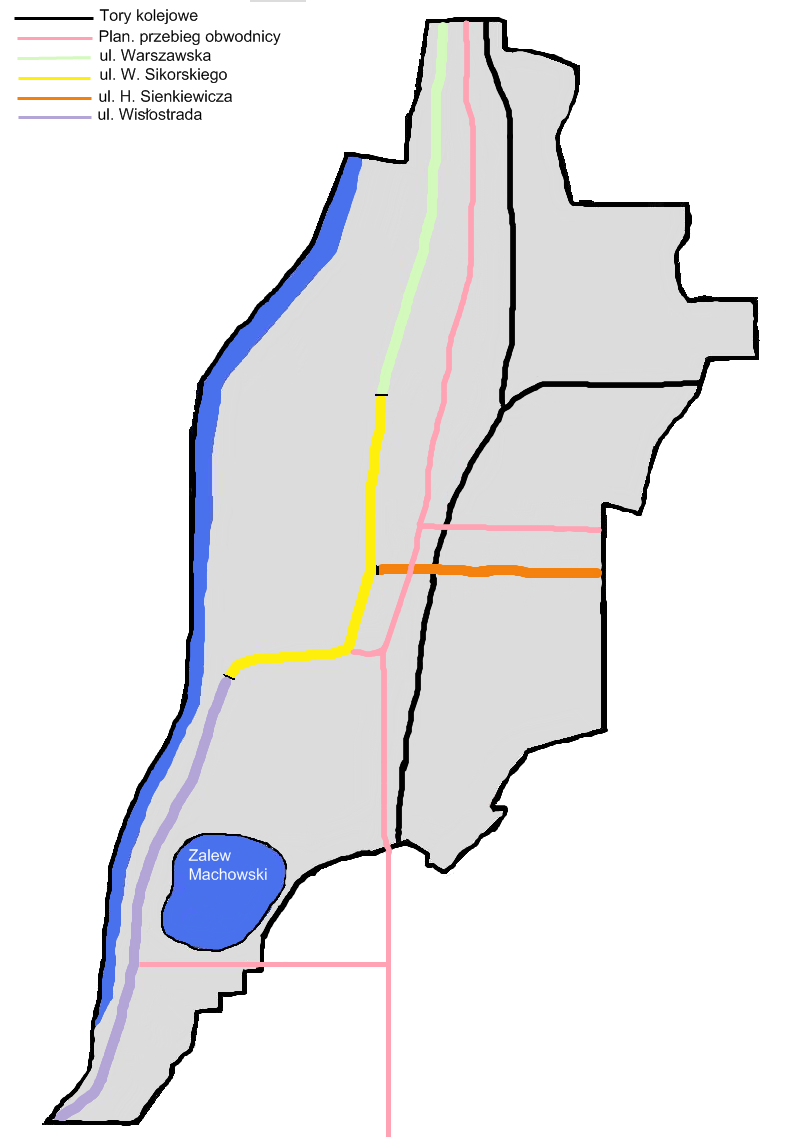
Borów w granicach Tarnobrzega

Borów – dzielnica Tarnobrzega znajdująca się we wschodniej części miasta. Do Borowa zaliczane są ulice: Borów, św. Onufrego, Strzelecka, Warszawska, Litewska. Graniczy z Wymysłowem, Lasem Zwierzynieckim, Dzikowem i Zakrzowem. Osiedle ma charakter rolniczo-mieszkalno-leśny. Nieliczna zabudowa to wyłącznie domy jednorodzinne. Funkcje handlowo-usługowe spełnia niedaleki Dzików, a nawet Bogdanówka i Serbinów (oddzielone od Borowa Zwierzyńcem). Na granicy Zwierzyńca z Borowem znajdują się ogródki działkowe „Zwierzyniec” oraz strzelnica Polskiego Związku Strzeleckiego oraz Zarządu Okręgowego Polskiego Związku Łowieckiego w Tarnobrzegu.